# Maaya Uchida
Pour les articles homonymes, voir Uchida.
Maaya Uchida (内田 真礼, Uchida Maaya), née le 27 décembre 1989 à Tokyo au Japon, est une seiyū affiliée à I'm Enterprise et une chanteuse japonaise. Elle est la sœur de Yuma Uchida également seiyū.

## Rôles notables
2012
- Love, Chunibyo and Other Delusions! : Rikka Takanashi
- Sankarea : Rea Sanka

2013
- Drakengard 3 : Zero
- Gatchaman Crowds : Hajime Ichinose
- High School DxD New : Irina Shidō
- Outbreak Company : Minori Koganuma
- Patéma et le monde inversé : Kaho

2014
- Blue Spring Ride : Futaba Yoshioka
- Date A Live II : Kaguya Yamai
- Final Fantasy XIV: A Realm Reborn : Ysayle
- Food Wars!: Yūki Yoshino
- Gatchaman Crowds; Embrace : Hajime Ichinose
- Gochūmon wa usagi desu ka? : Sharo « Kilimanjaro » Kirima
- Noragami : Hiyori Iki
- Rail Wars! : Haruka Kōmi
- Shirogane no Ishi: Argevollen : Namie Portman
- YuruYuri : Mari

2015
- Charlotte : Yusa Nishimori
- Etotama : Doratan
- Gatchaman Crowds Insight : Hajime Ichinose
- High School DxD BorN : Irina Shidō
- Noragami Aragoto : Hiyori Iki
- Yamada-kun and the Seven Witches : Miyabi Itō
- Yamada-kun and the Seven Witches x Flunk Punk Rumble (OVA) : Miyabi Itō

2016
- Food Wars! The Second Plate: Yūki Yoshino
- Musaigen no Phantom World (en) : Koito Minase

2017
- Fire Emblem Heroes : Sharena
- Food Wars! The Third Plate: Yūki Yoshino
- Pokémon Générations : Millie

2018
- Food Wars! The Third Plate: Totsuki Train Arc: Yūki Yoshino
- Grand Blue : Nanaka Kotegawa
- High School DxD Hero : Irina Shidō

2019
- Domestic Girlfriend - Love X Dilemma : Rui Tachibana
- Food Wars! The Fourth Plate: Yūki Yoshino
- The Promised Neverland : Norman
- The Promised Neverland (drama CD): Norman

2020
- Genshin Impact : Fischl
- Food Wars! The Fifth Plate: Yūki Yoshino
- The Promised Neverland (saison 2) : Norman

2022
- The Eminence in Shadow : Nu[1]
- The Eminence in Shawdow: Master of Garden (jeu vidéo) : Nu / Nicoletta Marquez

2023
- Undead Murder Farce : Nora[2]
- A Playthrough of a Certain Dude's VRMMO Life (en) : Ayame[3]
- The Eminence in Shadow 2nd Season : Nu[1]

2024
- Astro Note : Mira Gôtokuji[4]

## Discographie

### Albums
- Décembre 2015 : PENKI
- Avril 2018 : Magic Hour

### Mini-album
- Janvier 2017 : Drive-in Theater

### Singles
- Avril 2014 : Soushou Innocence (創傷イノセンス)
- Octobre 2014 : Gimme! Revolution (ギミー!レボリューション)
- Avril 2015 : Karappo Capsule (からっぽカプセル)
- Mai 2016 : Resonant Heart
- Juin 2017 : +INTERSECT+
- Octobre 2017 : c.o.s.m.o.s
- Février 2018 : aventure bleu
- Octobre 2023 : Polaris in Night (créditée en tant que Nu des Shadow Garden Numbers)[5]